# Ludwig Lewysohn

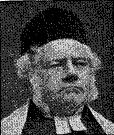
Ludwig Lewysohn (1906)

Ludwig Lewysohn (* 15. April 1819 in Schwersenz, Kreis Posen, Königreich Preußen; † 26. März 1901 in Stockholm) war ein deutscher Rabbiner und Historiker.

## Herkunft und Ausbildung
Ludwig Lewysohn wurde in Schwersenz in der Provinz Posen in Preußen geboren. Nach einer Ausbildung bei verschiedenen Rabbinern holte er 1842 an einem Gymnasium in Breslau das Abitur nach, was ihm den Universitätsbesuch ermöglichte. Er studierte an der Universität Halle, wo er 1847 mit der Arbeit „Über das Opfer im Alten Testament“ zum Doktor der Philosophie promovierte.

## Berufliche Tätigkeit
1848 wählte ihn die jüdische Gemeinde in Frankfurt an der Oder zum Rabbiner, 1851 berief ihn die jüdische Gemeinde Worms zum Prediger. Der Wechsel nach Worms zum 1. Oktober 1851 brachte ihn mitten in eine schwierige Situation: Von 1824 bis 1864 war der konservative Jakob (Koppel) Bamberger als Rabbiner in der Gemeinde tätig und bildete das Zentrum von deren konservativem Flügel. In der Gemeinde gab es aber eine starke fortschrittliche Fraktion. Sie setzte unter anderem durch, dass neben dem Rabbiner noch ein Religionslehrer eingestellt wurde. Nachdem Abraham Adler wegen seines Engagements in der Revolution 1848/1849 seitens der Regierung des Großherzogtums Hessen 1850 Berufsverbot erhalten hatte, folgte ihm Lewysohn 1851 bis 1859 in der Stellung als Lehrer. Seine Aufgabe war es, sowohl innergemeindlich als auch an öffentlichen Schulen jüdischen Religionsunterricht zu erteilen. Dabei scheint sein Verhältnis zum Rabbiner ganz entspannt gewesen zu sein. Er sah sich gegenüber Rabbiner Bamberger in einer „formal coordinierten, doch factisch subordinieten“ Stellung. Rabbiner Bamberger unterstützte ihn zum Beispiel bei seinen historischen Forschungen. 1853 erteilte er wöchentlich 16 Unterrichtsstunden an fünf unterschiedlichen Schulen, Gymnasium, Volksschule, drei privaten Schulen. Weiter erteilte er Konfirmationsunterricht. In den ersten beiden Jahren predigte er im Synagogengottedienst und bei Kasualien etwa 70 Mal. Er machte auch Vorschläge, das Gemeindearchiv zu ordnen.
1859 folgte Lewysohn einem Ruf als Rabbiner zur jüdischen Gemeinde in Stockholm. Nach eineinhalb Jahren beherrschte er Schwedisch so gut, dass er in dieser Sprache predigen konnte. Er übte das Amt bis 1883 aus.

## Historische Forschung
In Worms war Lewysohn der erste, der sich wissenschaftlich mit dem seit dem 11. Jahrhundert bestehenden jüdischen Friedhof, dem „Heiligen Sand“, befasste. Er publizierte 60 Grabinschriften – wobei ihm allerdings bei der vermeintlich ältesten Inschrift ein Fehler unterlief und er sie viel zu alt datierte.
Eine weitere historische Forschungsarbeit befasste sich mit der „Zoologie des Talmuds“. Alexander von Humboldt äußerte sich sehr lobend über das Werk.

## Familie
Ludwig Lewysohn war zwei Mal verheiratet. Seine erste Frau starb 1852. 1854 heiratete er erneut. Seine zweite Frau war Philippine Bär aus Frankfurt am Main.

### Zu Lewysohn
nach Autoren/Herausgebern alphabetisch geordnet
- Gunnar Carlquist (Hrsg.): Svensk uppslagsbok. 17. Malmö 1937, S. 88.
- Fritz Reuter: Warmaisa: 1000 Jahre Juden in Worms. 3. Auflage. Eigenverlag, Worms 2009. ISBN 978-3-8391-0201-5
- Samson Rothschild: Beamte der Wormser jüdischen Gemeinde (Mitte des 18. Jahrhunderts bis zur Gegenwart). Kauffmann, Frankfurt 1920.
- William Zeitlin: Bibliotheca Hebraica Post-Mendelssohniana. 1, S. 209.

### Von Lewysohn
nach Erscheinungsjahr geordnet 
- De Sacrificiis Veteris Testamenti. Diss. Halle 1847.
- "Gottesdientlicher Vortrag gehalten am hohen Geburtsfeste Sr. Kön. Hoheit Ludwig III., Großherzogs von Hessen und bei Rhein den 9ten Juni 1852 in der Synagoge zu Worms und auf Verlangen herausgegeben". Kranzbühler, Worms 1852?
- Ludwig Lewysohn: Nafshot tsadiḳim: Sechzig Epitaphien von Grabsteinen des israelitischen Friedhofes zu Worms, regressiv bis zum Jahre 905 übl[icher] Zeitr[echnung], nebst biographischen Skizzen und einem Anhang. Baer, Frankfurt am Main 1855. (Online. Abgerufen am 11. Januar 2018).
- Religions-Vortrag meiner Confirmanden bei der Confirmationsfeier. Boeninger, Worms 1856.
- Ludwig Lewysohn: Eine Gelehrtenfamilie aus dem 11. und 12. Jahrhundert. In: Monatsschrift für Geschichte und Wissenschaft des Judentums. 1856 (Heft 11) S. 421.
- Die Zoologie des Talmuds. Frankfurt am Main 1858.
- Die Erden- und Himmelsfeier: Trauerrede gehalten am Beisetzungstage der seligen Frau Hanna Isaak Marcus, geb. Hirsch. Isaak Marcus, Stockholm 1859.
- Warum trauert das Vaterland? Eine Predigt, gehalten bei dem Trauergottesdienste am 14. August 1859 wegen Ablebens Sr. Maj. des hochseligen Königs Oscar I. gesegneten Andenkens. Isaak Marcus, Stockholm 1859.
- Ihr Andenken zum Segen. Trauerrede, gehalten an der Bahre der selig verstorbenen Frau Betty Salomonsson, geb. Hirsch, am 7. Januar 1861. Isaak Marcus, Stockholm 1861.
- Predikan, hållen i Stockholms synagoga på 50:de årsdagen af Sveriges och Norges förening, den 4 november 1864 / af Ludwig Lewysohn. Isaac Marcus, Stockholm 1864.
- Farväl: minnesord, talade vid grosshandlaren Siegmund Friedländer's graf, den 12 juli 1865. Isaak Marcus, Stockholm 1865.
- Sabbats- och festpredikningar, hållna i Stockholms synagoga. 1864.
- Liktal vid rektorn och sekreteraren Lipman Lipmanson's jordfästning i Stockholm den 4 october 1867. Stockholm 1867.
- Föredrag, hållet i Stockholms synagoga söndagen den 4 maj 1879. Isaac Marcus, Stockholm 1879.
- Liktal vid fru Regina Lamm's jordfästning i Stockholm den 17 juni 1895. Stockholm 1895
- Zahlreiche Zeitschriftenaufsätze, unter anderem in "Ha-Maggid".